# フィヤトルスアゥルロゥン
フィヤトルスアゥルロゥン (氷語: Fjallsárlón) はアイスランドにある湖。

## 概要
フィヤトルスアゥルロゥンはヴァトナヨークトル氷河の南端付近にある氷河湖である。ヴァトナヨークトルの一部であるフィヤトルスヨークトル (Fjallsjökull) がフィヤトルスアゥルロゥンに流れ落ちており、湖面には氷山を見ることができる。スカフタフェットル国立公園、およびよく知られた観光地でもあるヨークルスアゥルロゥン湖から遠くない場所にあり、やはり氷河湖であるブレイザゥルロゥンから流れ出る小さな川が、フィヤトルスアゥルロゥンに流れ込んでいる。
フィヤトルスアゥルロゥンからはアイスランド最高峰のクヴァンナダルスフニュークル (Hvannadalshnúkur) を含むエーライヴァヨークトル (Öræfajökull) 氷河が見える。
湖岸には夏の間、トウゾクカモメなどの大型のカモメが営巣している。